# A medio vivir
A medio vivir è il terzo album del cantante portoricano Ricky Martin, pubblicato nel 1995. Greg Leisz fra i musicisti.

## Tracce
1. Fuego De Noche, Nieve De Dia – 5:30
2. A Medio Vivir – 4:42
3. (Un, dos, tres) María – 4:23
4. Te Extraño, Te Olvido, Te Amo – 4:41
5. ¿Donde Estarás? – 3:52
6. Volverás – 4:52
7. Revolución – 3:50
8. Somos La Semilla – 3:56
9. ¿Cómo Decirte Adiós? – 3:00
10. Bombón De Azúcar – 4:58
11. Corazón – 4:20
12. Nada Es Imposible – 4:22

## Classifiche
| Paese               | Posizione raggiunta |
| ------------------- | ------------------- |
| Argentina           | 2                   |
| Austria             | 22                  |
| Belgio (Fiandre)    | 35                  |
| Belgio (Vallonia)   | 10                  |
| Cile                | 3                   |
| Finlandia           | 10                  |
| Francia             | 8                   |
| Germania            | 20                  |
| Paesi Bassi         | 27                  |
| Spagna              | 7                   |
| Svezia              | 51                  |
| Svizzera            | 12                  |
| Ungheria            | 25                  |
| US Latin Pop Albums | 6                   |